# Chapel Allerton (West Yorkshire)
Chapel Allerton – dzielnica w Leeds, w Anglii, w West Yorkshire, w dystrykcie metropolitalnym Leeds. W 2011 dzielnica liczyła 23 536 mieszkańców. Chapel Allerton jest wspomniana w Domesday Book (1086) jako Alretun.